# Microhasarius animosus
Microhasarius animosus là một loài nhện trong họ Salticidae.
Loài này thuộc chi Microhasarius. Microhasarius animosus được Elizabeth Maria Gifford Peckham & George William Peckham miêu tả năm 1907.